# 南九州市立川辺中学校
南九州市立川辺中学校（みなみきゅうしゅうしりつかわなべちゅうがっこう）は鹿児島県南九州市川辺町田部田にある市立中学校。

## 概要
- 南九州市のうち旧・川辺町全域。

## 部活動
- 弓道部
- 卓球部
- 野球部
- 男子バスケットボール部
- 女子バスケットボール部
- 男子ソフトテニス部
- 女子ソフトテニス部
- 陸上部
- サッカー部
- 女子バレーボール部
- 美術部
- 吹奏楽部
- 柔道同好会
- なぎなた同好会